# Folyófűszender
A folyófűszender, más néven szulákszender (Agrius convolvuli), a rovarok (Insecta) osztályába, a lepkék (Lepidoptera) rendjébe, ezen belül a szenderfélék (Sphingidae) családjába tartozó faj.
Nevét hernyójának magyarországi fő tápnövényéről, az apró szulákról (népies nevén folyófű, folyondár) kapta.

## Elterjedése
A Paleartktikum déli része, a trópusi Ázsia, Ausztrália (főleg Tasmania), Észak- és Közép-Afrika lakója.
Egész Európában elterjedt faj, mint ahogy Magyarországon is mindenütt megtalálható, de Európában nem telel át, évente rendszeresen bevándorol.
A Földközi-tengert átrepülve érkezik a Kárpát-medencébe, és ha kedvez az időjárás, egészen Izlandig repül.

## Előfordulása
Meleg domb- és hegyoldalakon, virágos réteken, mezsgyéken, káposztaföldeken található meg, főként ahol tápnövényei megtalálhatóak, sűrű erdőkben viszont nem. Nagy területeken fordul elő, nem veszélyeztetett faj, de pontos egyedszáma nem ismert, mivel főként a nyár elején berepült példányokat számolják, és ez évről évre nagy változékonyságot mutat. Ősszel mindig gyakoribbak, jelentősen többen vannak a nyáron kikelt nemzedékszám miatt.
Magyarországra dél felől érkeznek, általában május körül jelennek meg az első példányok, és kora ősszel érik el a legnagyobb egyedszámot.

## Megjelenése

### Imágója
Átlagosan 80 mm hosszú, szürke alapszínű. 
Elülső szárnyai szürkésbarnák, hamuszürkék, feketén márványozottak. Hátulsó szárnyai  fakó kékesszürkék, négy fekete harántsávval csíkozottak, melyek közül a két középső közel fut egymás mellett. 
Legfeltűnőbb a potroha, melyet fekete, és sötét rózsaszínes, vöröses keresztsávok díszítenek. 
Pödörnyelve több mint 10 cm hosszú.
A hímek elülső szárnymintázata díszes, bonyolult mintázatú, a nőstényeké szinte egyszínű, halvány cirkás mintázattal. Torukon két kék színű kitinpamacs.
A nőstények gyakran nagyobbak, mint a hímek.
Magyarország egyik legnagyobb szenderfaja.
|  |  |  |

### Hernyója
A zöld hernyók testén és fején fekete mintázat látható, a szelvények oldalán 1-1 fekete folttal. Ferde oldalvonalai okkerszínűek, felül fekete szegélyűek. 
A barna színváltozatúak hátán három világosabb sáv látható, potrohszelvényein oldalt, hét ferde, fekete sávval, torszelvényein pedig okkerszínűekkel. Fekete légzőnyílásait sárga gyűrű veszi körül.
A fekete színváltozat fő rajzolati eleme sárga hosszanti vonal, vagy vonalak a háton. 
Mindenféle színváltozatú hernyó feje kicsi, farrészén fekete, vagy piros-fekete szarvacska található.
|  |  |  |

### Bábja
Fényes, mahagóni színű, 50-60 mm hosszú, 12 mm széles, a nyelvtok kb. 13,5 mm hosszú, a kremaster erős, hegyes. Az ormányszerű tokban a nagyon hosszú pödörnyelve fejlődik.
|  |  |

## Szaporodása
A nőstények egyesével, több helyre, akár 200 petét is rakhatnak, általában a tápnövények leveleinek fonákjára. 
A majdnem gömbölyű, fényes, zöld peték a lepke testhosszához viszonyítva igen aprók: 1,15 mm x 1,30 mm.
A peték burka 10-15 nap alatt nyílik meg. A kikelő hernyók először a burkot eszik meg, majd kis pihenés után a tápnövény leveleit fogyasztva táplálkozni kezdenek. A növény bármely részén megtalálhatóak, napközben általában a gyökerek között rejtőznek. 
Ha veszélyt észlelnek, testüket oldalra fordítják, karikába hajtják, hogy kisebb méretűnek tűnjenek. A hernyók rendkívül lassúak, csak annyit mozognak, míg az aktuálisan elfogyasztott levélről átmásznak egy másikra.
A hernyók éjjel táplálkoznak, júliustól szeptember végéig tart a teljes kifejlődésük. Kifejlett állapotban igen nagyméretűek.
A nedves, puha talajba 10-20 cm mélyre beásva magukat egy laza szövésű gubóban bábozódnak be.
Kikelésük után rögtön megkezdik a délre való vonulásukat Afrikába, ott párzanak, majd a visszatértük után a nőstények lerakják a petéiket.

## A hernyó tápnövényei
- Merremia umbellat

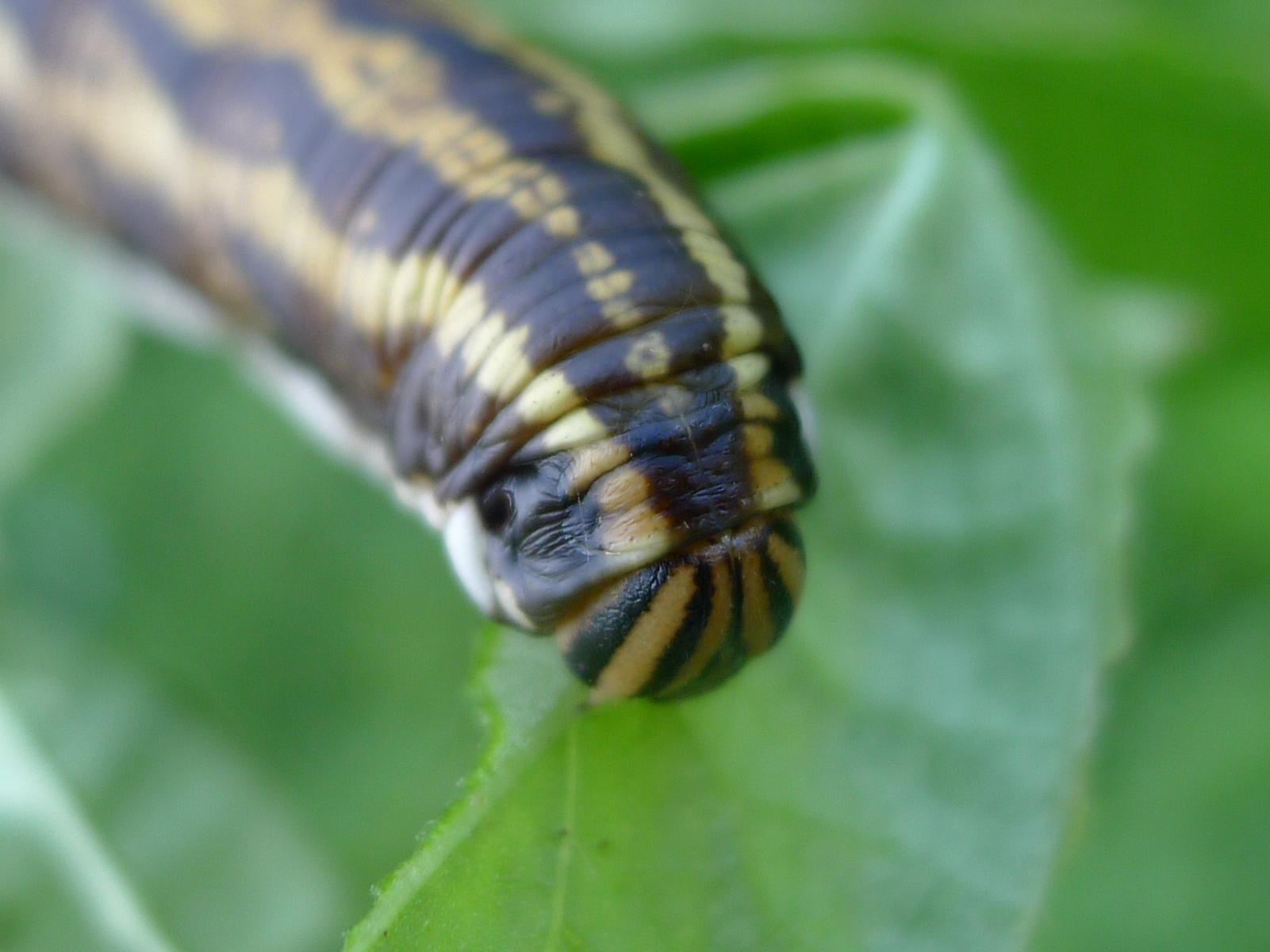
Táplálkozó hernyó

- Apró szulák (Convolvulus arvensis)
- Sövényszulák (Convolvulus sepium)
- Háromszínű szulák (Convolvulus tricolor)
- Convolvulus major
- Erdei nebáncsvirág (Impatiens noli-tangere)
- Kerti saláta (Lactuca sativa)
- Tabebuia pallida
- Édesburgonya (Ipomoea batatas)
- Urena lobata[7]

## Életmódja
Európában májusban jelennek meg az első példányok, de jellemzően júniusban és július elején, majd augusztus végén és szeptemberben láthatóak. Egész évben tart a vándorlásuk, de ősszel láthatóak a legnagyobb példányszámban, amikor a frissen kikelt példányok is rajzanak az idősebb példányokkal.
Vándorlepke. Nagy területeket bejár, hosszú időn keresztül akár 50 km/óra repülési sebességre is képes.
A lepkék nappal valamilyen szilárd felületen maradnak, fatörzseken, kerítéseken, falakon, de akár a földön is. Szürkésbarna, összezárt szárnyaival betakart teste szinte láthatatlanná teszi a környezetében. Általában egyedül, ritkán párban pihennek. 
Főleg alkonyatkor táplálkoznak, a virágok előtt lebegve, hosszú pödörnyelvükkel szívogatják a nektárt. Szinte fáradhatatlanul egyik virágról a másikra szállnak, sem a sötétedés, sem az eső, de még a szél sem tudja elrettenteni őket.
A fény is nagyon vonzó számukra. 
Érzékenyek a hidegre, ezért kevés báb éli túl a telet.

## Kártétele
Új-Guineában és Indonéziában az édesburgonya kártevői.

## Hasonló fajok
Öves szender és fagyalszender.
|  |  |